# Años 1270
Los años 1270 o década del 1270 empezó el 1 de enero de 1270 y terminó el 31 de diciembre de 1279.

## Acontecimientos
- 1270 - Mueren San Luis IX y su hermana, la Beata Isabel de Francia.
- 1270 - Levantamientos comunales en Ribadeo, Galicia.
- 1271 - El papa Gregorio X sucede a Clemente IV.
- 1273 - Alfonso X el Sabio crea el Honrado Concejo de la Mesta de Pastores.
- 1273 - Muere Balduino II, último emperador latino de Constantinopla.
- 1274 - Se añade el tercer piso de la Torre de Pisa y comienza a inclinarse.
- 1274 - Primera invasión Mongol a Japón.
- 1274 - Muere Santo Tomás de Aquino.
- 1276 - El papa Inocencio V sucede a Gregorio X.
- 1276 - El papa Adriano V asume el mando pontificio.
- 1276 - El papa Juan XXI asume el mando pontificio.
- 1276 - El papa Nicolás III asume el mando pontificio.
- 1275 - Marco Polo visita Xanadú.
- 1278 - En Austria Rodolfo I de Habsburgo asciende al trono ducal, dando inicio a la Casa de Habsburgo.
- 1278 - Batalla de Algeciras (1278)
- 1278 - En Lérida se concluye y consagra la Seo Vieja (catedral antigua).
- 1278 - Kublai Kan toma Cantón.
- 1278 - En Bhubaneshwar, Orisa (India) se consagra el templo Ananta Vasudeva.
- 1279 - En China comienza a reinar la dinastía Yuan.

## Personas destacadas
- Alfonso X el Sabio